# Graafwater

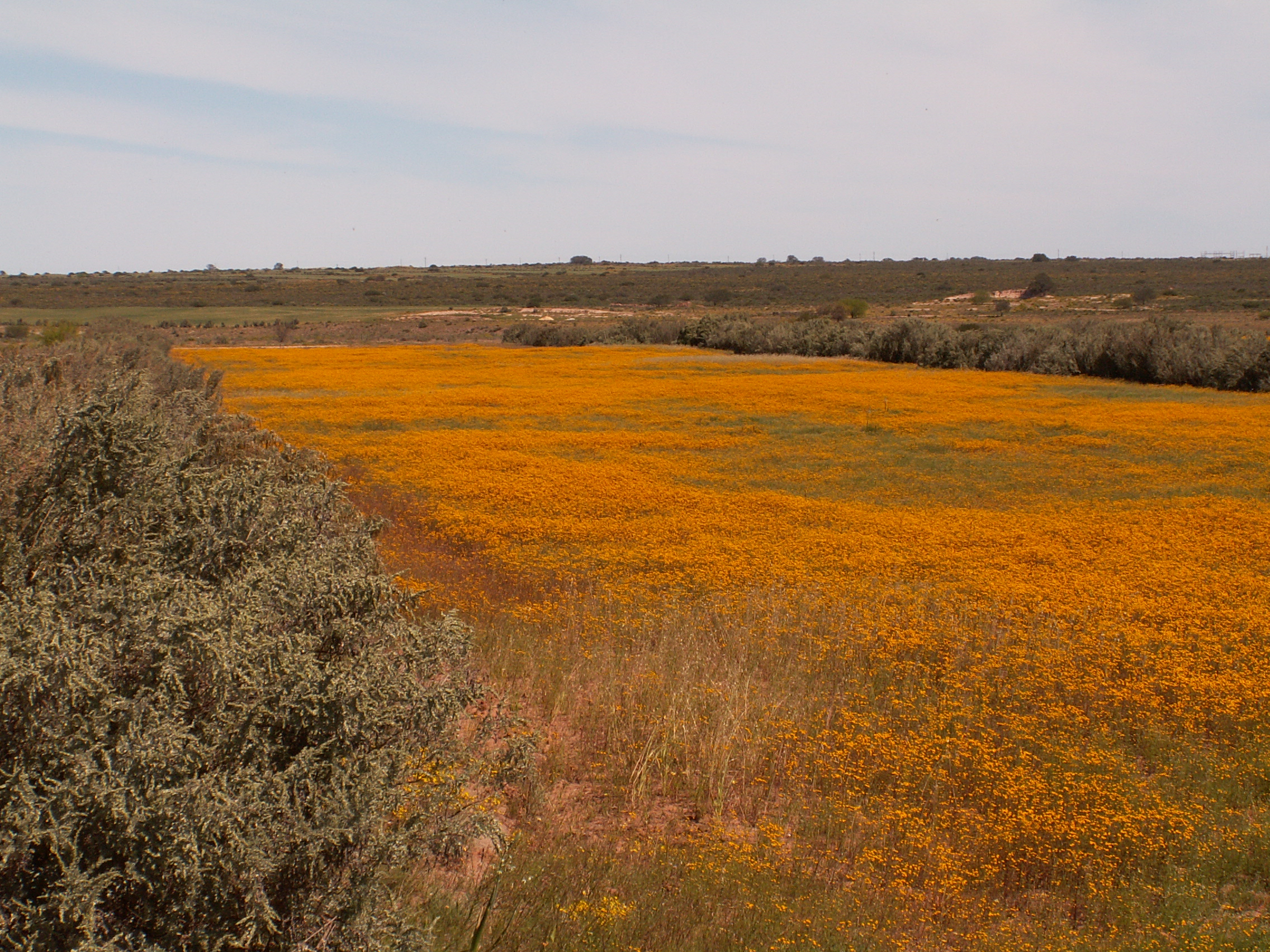
Frühlingsblüte am Ortsrand von Graafwater

Graafwater ist ein Dorf in der Lokalgemeinde Cederberg, im Distrikt West Coast der südafrikanischen Provinz Westkap.
Der Name aus dem Afrikaans bezieht sich auf die in dieser trockenen Gegend üblichen Grabungen nach Wasser. Er bezeichnet hier wahrscheinlich ein Loch, das in ein Flussbett gegraben wurde, um Wasser zu gewinnen.
In 2011 hatte der Ort 2261 Einwohner. Es liegt etwa 30 Kilometer östlich von Lamberts Bay und 30 Kilometer westlich von Clanwilliam im Sandveld zwischen den Zederbergen (Cederberg Mountains) und der Küste an der Straße R364.
Gegründet wurde die Stadt 1910 als Bahnstation zwischen Kapstadt und Bitterfontein. Später entwickelte sich aus der örtlichen Kirchengemeinde die heutige Stadt.
Wirtschaftlich lebt das Dorf von den umliegenden Agrarbetrieben. Kartoffeln und Rooibos-Tee werden hier angebaut. Nach dem Winterregen überzieht sich im südafrikanischen Frühjahr (Juli/August) die Landschaft rund um die Stadt mit einer Vielzahl von Blüten.

## Sehenswürdigkeiten
- Heerenlogement Cave, deutsch: „Herren-Häuschen-Höhle“[4]

Der in Diensten der VOC stehende Schwede Oloff Bergh beschrieb diese Höhle auf seinen Reisen im 17. Jahrhundert bei seiner Suche nach Kupfervorkommen; seit 1939 ist sie Nationalhistorisches Denkmal. Die Höhle wurde früher als Wetterschutz bei Übernachtungen genutzt.
- Zink Blockhouse auf der Farm Graafwaterplaas

gebaut durch die British Army während des Zweiten Burenkrieges.
- De Jongh Familien Private Museum, auf der Farm Klipfontein